# D. J. 카루소
D. J. 카루소(D. J. Caruso, 1965년 1월 17일 ~ )는 미국의 영화 감독이다.

## 작품 목록
- 집행자(2002)
- 디스터비아(2007)
- 이글 아이(2008)
- 아이 엠 넘버 포(2011)
- 스탠딩 업(2013)
- 트리플 엑스 리턴즈(2017)